# Atomoxetin

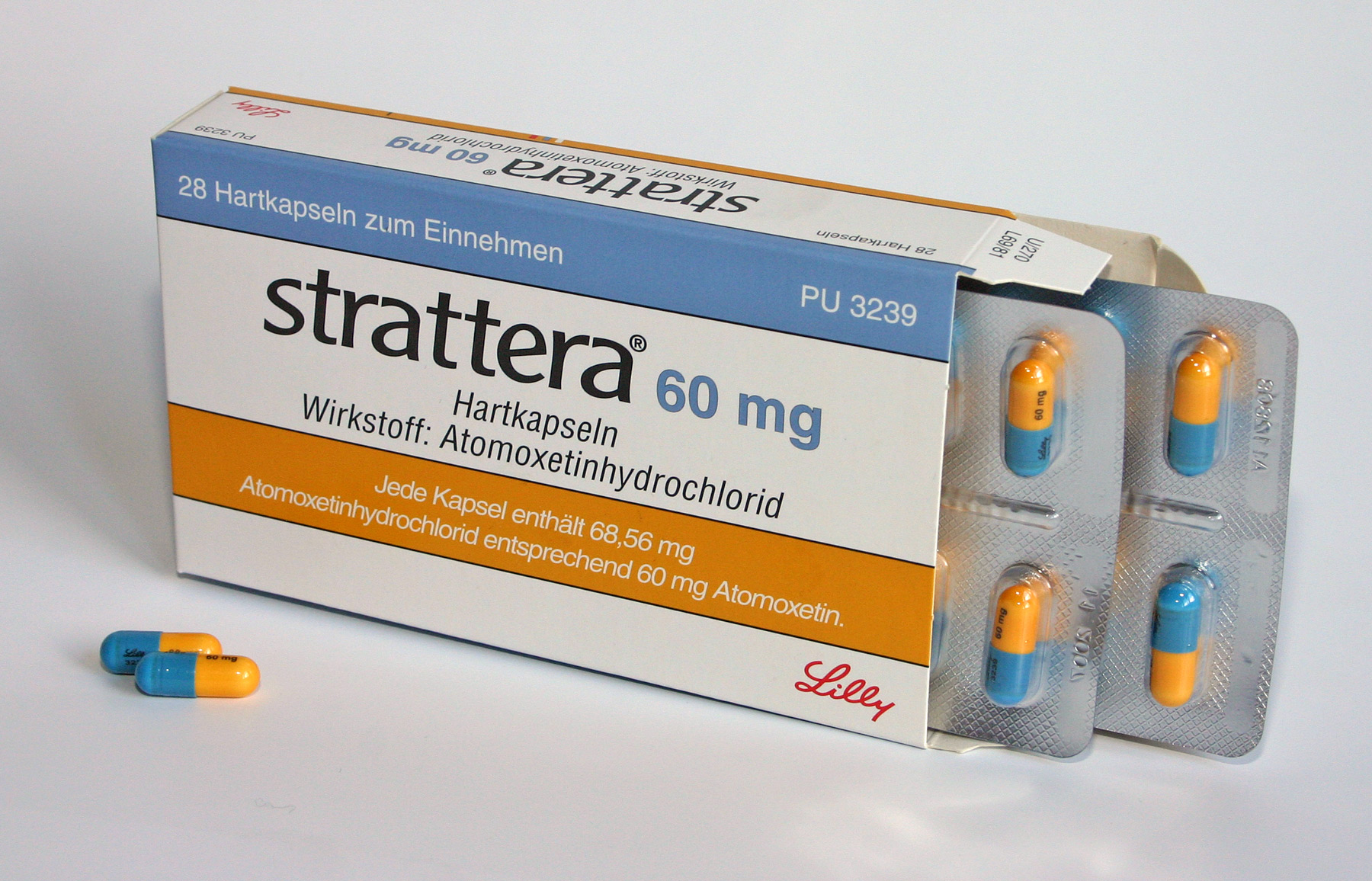
Strattera 60 mg kapslar

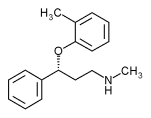
Strukturformel för atomoxetin

Atomoxetin (i form av atomoxetinhydroklorid) handelsnamn Strattera, är ett läkemedel för behandling av ADHD och ADD hos barn och ungdomar samt för vuxna. Det skiljer sig från andra substanser mot samma indikation, exempelvis metylfenidat, genom att inte vara centralstimulerande eller narkotikaklassat. 
Substansen verkar skärpande på uppmärksamhetsförmågan och minskande på impulser genom att hämma återupptagningen av noradrenalin, och är därav klassad som en Noradrenalinåterupptagshämmare (NRI).

Läkemedlet är framtaget och marknadsförs av företaget Eli Lilly, som hade patent på preparatet till och med 2017. 
Atomoxetin är ursprungligen ett antidepressivt läkemedel som även visat sig hjälpa mot koncentrationssvårigheter vid diagnostiserad ADHD eller ADD, det är särskilt lämpat om patienten har flera diagnoser där dopaminhöjande preparat kan påverka den andra diagnosen negativt, t.ex. Tourettes syndrom.
Läkemedelsverket godkände behandling med Strattera för vuxna med ADHD 2013-06-13, sedan tidigare var Strattera endast godkänt för behandling av barn och ungdomar med ADHD.

## Sammansättning
Atomoxetins systematiska namn är (3R)-N-metyl-3-(2-metylfenoxi)-3-fenylpropan-1-amin och har en molekylvikt på 291,82. Ämnet har en löslighet på 27,8 mg / ml i vatten.